# Округ Менард (Тексас)
Округ Менард (енгл. Menard County) је округ у америчкој савезној држави Тексас. По попису из 2010. године број становника је 2.242.

## Демографија
Према попису становништва из 2010. у округу је живело 2.242 становника, што је 118 (5,0%) становника мање него 2000. године.
| Група             | 2000.         | 2010.         |
| Белци             | 1.567 (66,4%) | 1.425 (63,6%) |
| Афроамериканци    | 12 (0,5%)     | 13 (0,6%)     |
| Азијати           | 8 (0,3%)      | 3 (0,1%)      |
| Хиспаноамериканци | 748 (31,7%)   | 790 (35,2%)   |
| Укупно            | 2.360         | 2.242         |